# Стешенко, Ирина Ивановна
Ирина Ивановна Стешенко (укр. Ірина Іванівна Стешенко) (22 июня (4 июля) 1898, Киев — 30 декабря 1987, там же) — украинская советская театральная актриса, писательница, переводчица. Ученица выдающегося украинского театрального режиссёра Леся Курбаса.

## Биография
Родилась в известной украинской культурной семье. Внучка выдающегося украинского драматурга Михаила Старицкого, дочь его младшей дочери Оксаны Михайловны (1875—1942) и Ивана Матвеевича Стешенко (1873—1918), писателя, переводчика, педагога, министра образования УНР. 29 июля 1918 большевистский агент-террорист убил Ивана Стешенко в Киеве. Мать и младший брат Ярослав (1904—1939) были репрессированы и погибли в сталинских застенках.
В 1918 Ирина закончила Высшие женские курсы в Киеве. В 1918—1920 училась в Киевском музыкально-драматическом институте имени Лысенко. С 1920 играла на сцене. В 1920—1923 в Первом театре УССР имени Шевченко в Киеве.
В 1923 приглашена Лесем Курбасом в театр «Березиль». В 1926 вместе с театром переехала в Харьков. После разгрома «Березиля» осталась в труппе. В 1935—1949 актриса Украинского драматического театра имени Шевченко в Харькове. Роли: ведьма («Макбет» Шекспира, 1924), Сирчиха («За двумя зайцами» Старицкого, 1925), Матильдочка («Народный Малахий» Кулиша, 1928), Арабелла («Заговор Фиеско в Генуе» Шиллера, 1928), Рина («Мина Мазайло» Кулиша, 1929), Доримена («Господин де Пурсоньяк» Мольера, 1933).
В 1949 оставила сцену и переехала в Киев. Занималась переводами. Переводчица драматических произведения Гёте («Эгмонт»), Шиллера («Дон Карлос»), Гольдони, Мольера («Дон Жуан»), Шекспира («Отелло», «Ромео и Джульетта», «Два веронца», «Венецианский купец», «Комедия ошибок», «Много шума из ничего»), Островского; прозы Марка Твена («Приключения Гекльберри Финна»), Джека Лондона, Стефана Цвейга на украинский язык.
На квартире Стешенко в Киеве (ул. Пушкинская, 20) в 60-е годы собирались представители интеллигенции, обсуждавшие политику и культуру. В 1973 была обвинена газетой «Правда Украины» в связях с зарубежными буржуазными националистами, но не исключена из Союза писателей Украины.
До конца жизни боролась за сохранение памяти о своём деде Михаиле Старицком, пыталась добиться создания музея в доме, где он жил с семьей в 1901—1904 гг. и умер (ул. Саксаганского, 93) в Киеве. Музей был открыт только в 2002.